# アメリカ合州国
『アメリカ合州国』（アメリカがっしゅうこく）は、本多勝一の1970年の著書。また、この本の社会的反響によって広まったアメリカ合衆国に対する呼称でもある。英語の正式名称である“the United States of America”に、より近い訳語として提唱された。合衆国も参照。

## 本多勝一著『アメリカ合州国』
朝日新聞に連載された本多勝一の記事をまとめて1970年に朝日新聞社から出版された単行本。1981年には文庫版が朝日文庫より出版された。1994年には『本多勝一集』第12巻として朝日新聞社より出版された。
ベトナム戦争当時、朝日新聞記者だった本多がアメリカ合衆国を黒人・先住民インディアンを中心に取材したもの。差別や貧困などを通じて、アメリカ社会の深層をえぐりだしたルポルタージュであるとして、日本で大きな反響を引き起こした。著者は本書にて「アメリカという国家は、それぞれの人種（衆）が溶け合って一つの社会を築いているとは言い難い。人種（衆）は分離され不平等なままである。単に州が寄り集まっただけである。」として、「アメリカ合衆国」でなく「アメリカ合州国」という表記を用い、一定の認識が与えられた。

### 書誌情報
本多勝一『アメリカ合州国』
- 朝日新聞出版、1970年、国立国会図書館書誌ID:R100000002-I000001184090-00
- 朝日新聞社出版局、朝日文庫、1981年、ISBN 978-4022608031
- 『本多勝一集』第12巻、朝日新聞社、1994年、国立国会図書館書誌ID:R100000001-I089722755-00

## 異論
齊藤毅『明治のことば 東から西への架け橋』（講談社学術文庫、2005年）によれば、「合衆国」は中国語に熟達した清代の外国人通訳官がUnited Statesの直訳として案出した訳語であり、その意味は「独立して自治権を持った各邦が一致協力して経営する国家」であるという。この説が正しいとすれば「合衆」を「人種（衆）が溶け合って一つの社会を築いている」と解釈すること自体が語源を無視した誤りであることになる。
同様の研究に、宮澤俊雅「「US漢号」覚書：「合衆国」考」や、千葉謙悟「the United States と合衆國」があり、「合衆国」と表記する説の優位性を示している。